# 维诺赫拉迪夫卡 (罗兹迪利纳区)
46°44′3″N 30°4′28″E / 46.73417°N 30.07444°E
維諾赫拉迪夫卡（烏克蘭語：Виноградівка）是位於烏克蘭西南部的村莊，由敖德萨州羅茲季利納區的利曼斯凱市鎮負責管轄。該村始建於1963年，面積1.21平方公里，海拔高度96米，2016年人口502，人口密度每平方公里509.09人。